# 兵庫県道554号姫路明石自転車道線

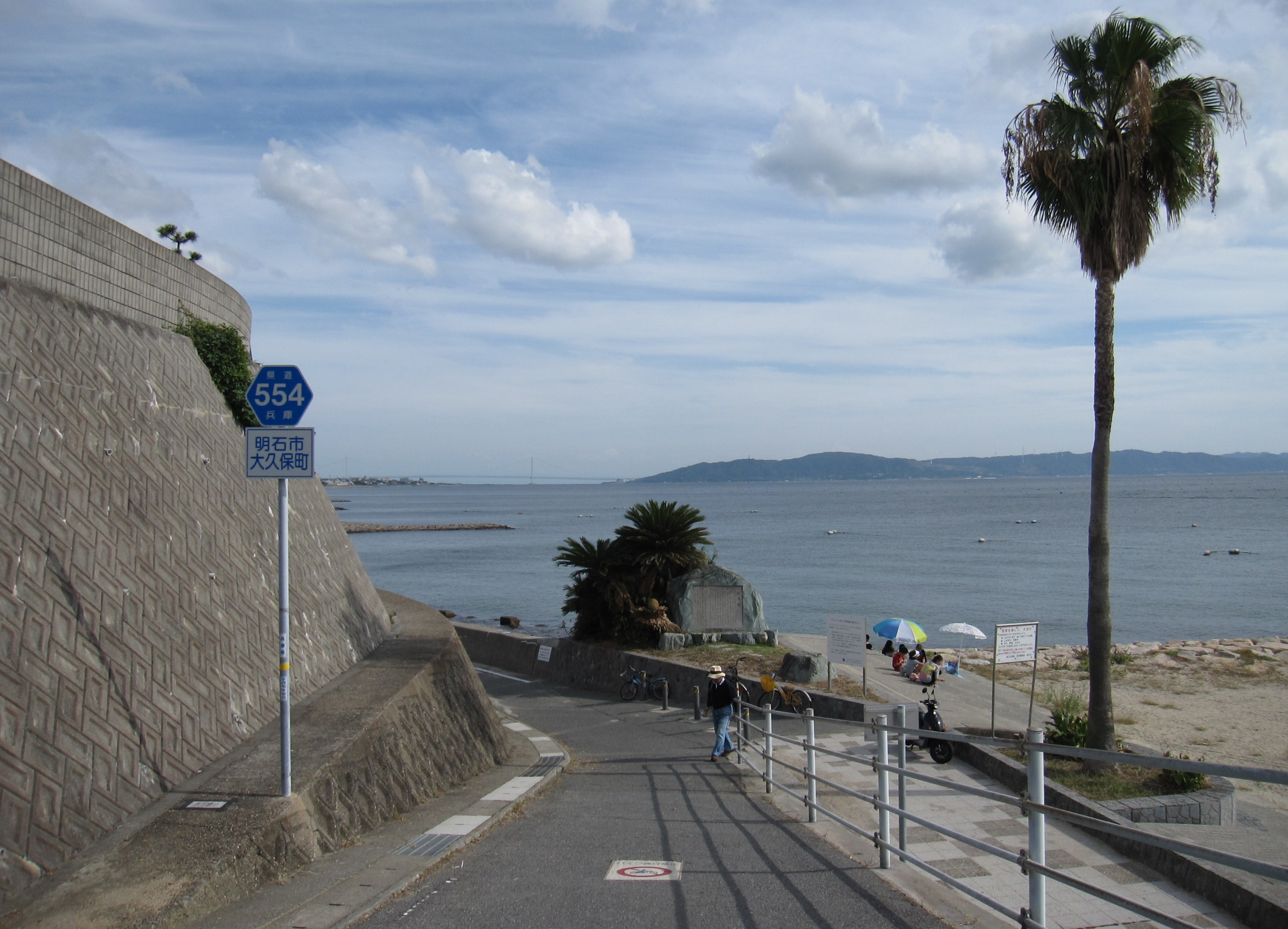
明石市大久保町江井ヶ島付近

兵庫県道554号姫路明石自転車道線（ひょうごけんどう554ごう ひめじあかしじてんしゃどうせん）は姫路市から明石市を結ぶ自転車・歩行者専用の一般県道である。

## 概要

### 路線データ
- 起点：姫路市花田町(国道2号交点)
- 終点：明石市西新町(兵庫県道718号明石高砂線交点)
- 総延長：35.0km

## 路線状況

### 別名
播磨サイクリングロード

## 地理

### 通過する自治体
- 姫路市
- 高砂市
- 加古川市
- 播磨町
- 明石市

### 沿線
- 姫路城
- 鹿島神社
- 高砂市総合運動公園
- 石の宝殿
- 大中遺跡
- 尾上神社
- 鶴林寺
- 浜宮天神社
- 兵庫県立明石公園
- 明石市立天文科学館
- 江井ヶ島海水浴場
- 大蔵海岸